# Симон Симонян
Симон Симонян ( вірм. Սիմոն Սիմոնյան   Симон, син Ове з Сасунського села Керман, 11 березня 1914 , Айнтеб — 11 березня 1986 , Бейрут ) — вірменський інтелектуал, письменник , публіцист, учитель. 
В молодості керував архівом Кілікійського Вірменського Католікосату у Лівані. Викладав у вірменських школах, автор ряду популярних підручників з вірменської мови та історії. У 1958 році заснував і довгі роки редагував тижневик «Спюрк». Керував видавництвом «Севан», де вперше видавалися твори понад 20 письменників вірменського зарубіжжя.  Мав величезний вплив на середнє покоління інтелігенції вірменської діаспори. 
Ввів термін «Ай дат» (Вірменський суд) у сучасному розумінні як потреба у визнанні геноциду вірмен і вирішенні вірменського питання . Вважав, що вірменський народ сам повинен приступити до відновлення своїх прав. Проводив незалежну від традиційних вірменських партій політичну лінію, за що піддавався гонінням. Під час хрущовської «відлиги» побував у Радянській Вірменії, проте пізніше у СРСР був заборонений партійними органами. Брав участь у розробці політичної лінії АСАЛА. Від Гургена Янікяна було отримано рукопис його мемуарів, які «Спюрк» опублікував на початку 1990-х. 
Автор збірок оповідань («Гора і доля», «Захід горян»), роману «Анжамандрос» (Людина поза часом), який видав у власній друкарні для поширення після своєї смерті.  Письменник Т.  Торанян цей роман назвав одним з кращих в літературі діаспори  . 
У творах Симоняна реалізм Сасунського побуту і говірки сплітається з фантасмагоричними сценами на європейський манер.  Його герої - це, як правило, епічні персонажі, чимось схожі на Давида Сасунський, ексцентричні максималісти, в яких легко уживаються інтернаціоналізм і власне націоналізм в найхимерніших формах.  Ось чому ряд оповідань Симоняна переказуються в народі як легенди: наприклад, історія біженця з Сасуна, який кожен день ввечері збирає свою валізу з надією наступного ранку повернутися на батьківщину по ту сторону турецького кордону. 
Твори Симоняна просякнуті болем людей «землі і каменю», які втратили рідний куток і членів сім'ї, які постійно тривожать себе питанням «Чому це сталося?» І знаходять найрізноманітніші відповіді.